# Gardenia deplanchei
Gardenia deplanchei là một loài thực vật có hoa trong họ Thiến thảo. Loài này được Vieill. ex Guillaumin mô tả khoa học đầu tiên năm 1930.